# Crack 6
Crack 6（クラックシックス）は、PENICILLINの千聖が2003年にスタートさせたソロプロジェクト。CDリリースは自主レーベルshelva records。DUPLEX DEVELOPMENTS JAPANに所属。プロジェクト・リニューアル前はユークリッド・エージェンシーに所属していた。

## 概要
Crack 6での名義は千聖がMSTR、重盛美晴がSHIGEとなっている。MSTRとSHIGE以外のメンバーは流動的である。
千聖曰く、Crack 6のコンセプトは『Hybrid Music Project』。2008年6月に一旦活動休止するが、2009年7月からプロジェクトをリニューアルしプロジェクトを再開することとなった。

## メンバー
- MSTR：ボーカル、ギター、ソングライター、首謀者
- SHIGE ROCKS：ギター、音楽プロデューサー
- JIRO 6 (O-JIRO from PENICILLIN)：ドラムス
- TENZIXX (長野 典二 from everset)：ベース、コーラス

## 過去のゲスト・ミュージシャン

### ドラムス
- KENT
- HOTEL桜井(Dragon Ash)
- HIMA SICKS(DUSTAR-3 & SAMURAI DEAD CITY)
- 淳士(SIAM SHADE & BULL ZEICHEN 88)
- 輝喜(アンティック-珈琲店-)

### ベース
- miya38(TYPHOON24）
- IKUZONE(Dragon Ash)
- JUN
- TOWA
- うしろから前川(ピンクフラミンゴMG)
- HIROKI
- Chirolyn

### ギター
- U6 (結 from Love A sense)

### コーラス
- AKINA

### Rap
- SOTARO(ZZ)
- ソウルドグロート(ピンクフラミンゴMG)
- 魔梵

### スクラッチ
- DJ BASS

### サポートメンバー
- 呉龍彦：作詞

## ディスコグラフィー

### CDシングル
- ZION（2003/06/06） 
  - Guest Musicians on Bass;IKUZONE[Dragon Ash],on Drums; HOTEL桜井[Dragon Ash]
- Morpheus（2003/08/06）
- Persephone（2003/10/06）
- BANG!（2004/04/07）
- Maneuver 6（2004/07/07）
- ROCKETEER（2004/11/10）
- 終わりなき歌（2006/06/06）
- Chocolate Monster（2010/11/27のSHIBUYA BOXXでのライブ会場限定発売）
- 未来パラドックス（2012/1/18）
- Loveless（2013/2/13）
- シグナリズム（2013/7/31）
- ジキルの空/MAD RIDER（2018/06/06）
  - 千聖とのスプリット・シングル
- カナリア（2019/06/19）
- デラシネ/アネモネ（2019/12/20,21のSHIBUYA-REXでのライブ会場限定発売）

### CDアルバム
- Trinity(2003/12/06)
- FIGHT WITHOUT FRONTIERS(2005/01/26)
- DECADE(2005/12/07) 
  - 千聖 solo DEBUT 10th Anniversary Album
- Butterfly Effect(2011/07/13)
- 6 elements(2013/12/25)cutting edge
- 薔薇とピストル(2016/06/01)
- カナリア最終楽章
  - CODA(2023/06/06)
  - CODA-fly away-(2023/06/06)
    - 公式通販限定販売
- 20th Anniversary Best Album-EVER BLESSING-(2024/01/10)

### CDミニアルバム
- get fired up～ライブ会場/通販限定盤～(2007/03/23)
- get fired up～CDショップ限定盤～(2007/04/25)
- Trickster(2012/06/20)
- Crazy Monsters Parade(2014/06/18)
- magnolia 2(2014/12/28,Crack6 presents 冬会2014 ～今年、最初で最後のアコギライブ～よりライブ会場限定販売)
- Change the World(2015/06/03)

### DVD
- 7th Maneuver-LIVE At Liquid Room-
- Crack 6 presents "Chisato 10 YEARS" Live at Daikanyama UNIT September 23rd,2006
- Crack 6 presents "終わりなきメタル宣言" Live at Daikanyama UNIT September 24th,2006
- Live Spiral 2008 "Electric Blood OREIMAIRI" 2008.6.8 DUO MUSIC EXCHANGE

### その他
サブスクリプション
- What is TRUE?(2020/07/10)

### パンフレット付CD
公式通販限定完全受注生産
- Break The Darkness(2021/01/11)
- SPEED FREAKER～Blood～(2021/06/03)
- FIGHT BACK!!(2022/05/14)
- 聖域‐Sanctuary-(2022/06/18)

## タイアップ一覧
- EVER BLESSING　
  - BSよしもと『東南西北よしもと麻雀リーグ』2024年1月度エンディングテーマ